# Odder IGF Fodbold
 For , se [[]]. (Se også artikler, som begynder med )
Odder IGF Fodbold er en dansk fodboldklub fra byen Odder i Østjylland. Klubben blev stiftet i 1899 og spiller i sæsonen 2021-22 i Danmarksserien. Klubben spiller sine hjemmekampe på Spektrum Park.
Deres højeste placering i danmarksturneringen var i perioden 2013-2019 hvor de spillede i den tredjebedste række (2. division).
Odders andethold ligger i Jyllandsserien. 

## Nuværende spillertrup
Oversigten er opdateret til og med 2019-8-21
| Nr. | Land    | Position | Spiller                   |
| --- | ------- | -------- | ------------------------- |
| 1   | Danmark | MM       | Frederik Nørgaard Hald    |
| 3   | Danmark | FO       | Mathias Bøje              |
| 4   | Danmark | FO       | Frederik Lund             |
| 5   | Danmark | FO       | Daniel Jakobsen           |
| 6   | Danmark | MI       | Lasse Tougaard Andersen   |
| 7   | Danmark |          | Thomas Rohde              |
| 8   | Danmark | MI       | Søren Gustav Bugge Jepsen |
| 9   | Danmark |          | Kasper Yde                |
| 10  | Danmark | FO       | Andreas Laursen           |

| Nr. | Land    | Position | Spiller               |
| --- | ------- | -------- | --------------------- |
| 12  | Danmark | MI       | Nikolaj Sauer         |
| 13  | Danmark | MI       | Mikkel Clement        |
| 14  | Danmark | AN       | Jesper Steendahl      |
| 15  | Danmark | FO       | William Vidar         |
| 18  | Danmark | MI       | Frederik Nielsen      |
| 19  | Danmark | AN       | Simon Brink Rasmussen |
| 21  | Danmark | FO       |                       |
| 24  | Danmark | AN       | Jonas Alber           |
| 33  | Danmark | MM       | Chris Behrendt        |